# Jüdischer Friedhof (Kirchen)

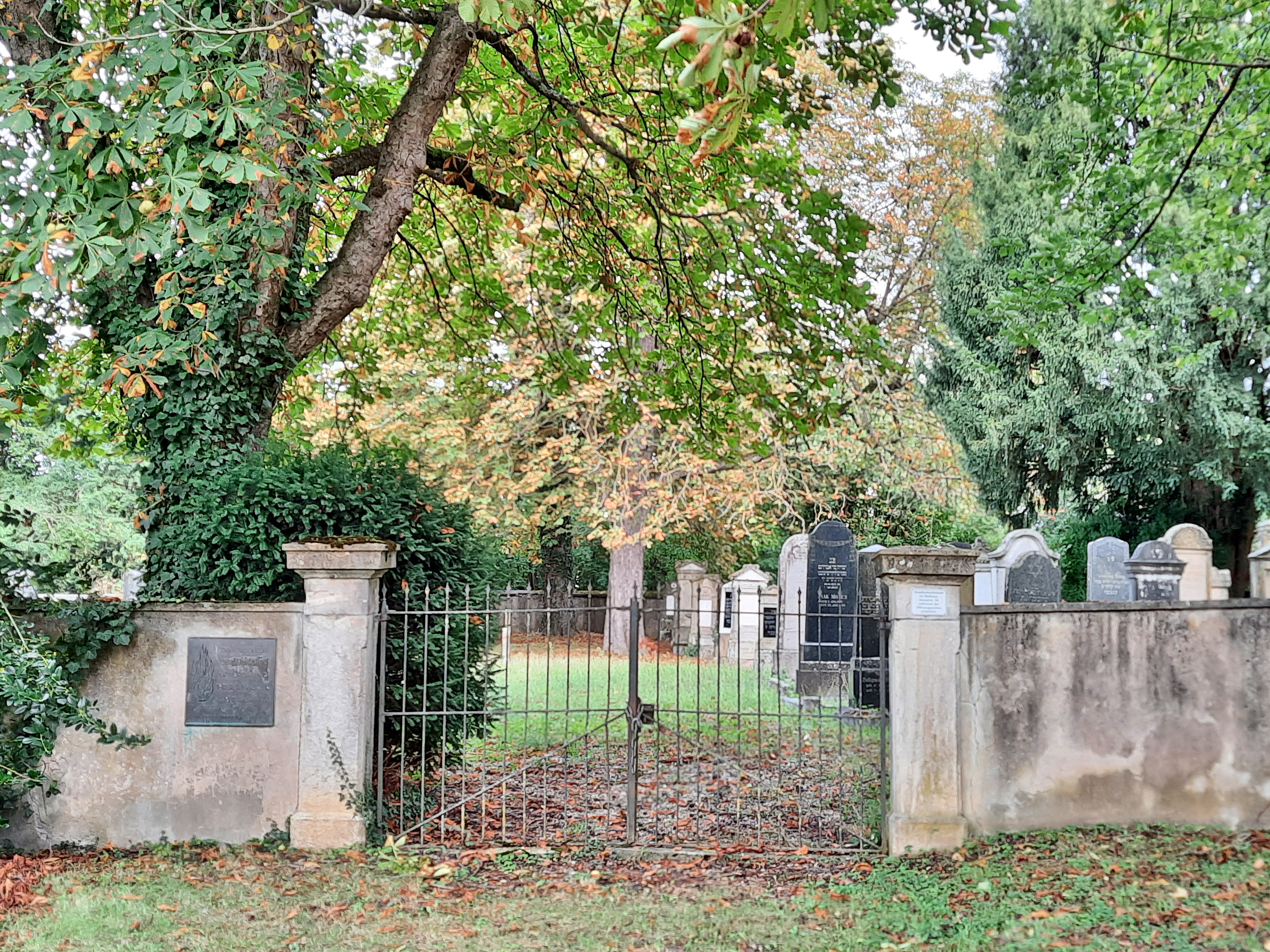
Jüdischer Friedhof in Efringen-Kirchen

Der Jüdische Friedhof Kirchen ist ein geschütztes Kulturdenkmal im Ortsteil Kirchen in der Gemeinde Efringen-Kirchen im Landkreis Lörrach in Baden-Württemberg. 

## Geschichte und Beschreibung
Der 1842 m² große jüdische Friedhof liegt im Gewann Kehlacker nahe der heutigen Straße Beim Breitenstein. Es sind 107 Grabsteine erhalten.
Am Eingangstor ist eine Gedenktafel für die Synagoge in Kirchen angebracht. Unweit des Eingangstores im Friedhof liegt seit 1966 eine Gedenktafel mit den Namen der Opfer der Verfolgungszeit 1933 bis 1945 aus Kirchen.
Vor der Anlage eines eigenen Friedhofes wurden die Toten der jüdischen Gemeinde Kirchen auf dem alten Friedhof in Lörrach beigesetzt. Der Friedhof in Kirchen wurde 1865 angelegt, er wurde bis zum Jahr 1926 belegt. Der älteste Grabstein stammt aus dem Jahr 1867. In den Jahren 1965, 1973, 1977 und 2003 wurde der Friedhof geschändet. Dabei wurden Grabsteine umgeworfen und zerstört.